# Вулька-Туребська
Вулька-Туребська (пол. Wólka Turebska) — село в Польщі, у гміні Залешани Стальововольського повіту Підкарпатського воєводства.
Населення — 400 осіб (2011).
У 1975-1998 роках село належало до Тарнобжезького воєводства.

## Демографія
Демографічна структура станом на 31 березня 2011 року:
|          | Загалом | Допрацездатний вік | Працездатний вік | Постпрацездатний вік |
| -------- | ------- | ------------------ | ---------------- | -------------------- |
| Чоловіки | 201     | 40                 | 131              | 30                   |
| Жінки    | 199     | 34                 | 111              | 54                   |
| Разом    | 400     | 74                 | 242              | 84                   |